# William Freeman Daniell
William Freeman Daniell (1818-1865) fue un cirujano y botánico del ejército Británico. De 1847 a 1856 estuvo destinado en Gambia, la Costa de Oro (hoy Ghana) y Sierra Leona, donde estudió las enfermedades tropicales y la botánica.
Mantuvo correspondencia con William Jackson Hooker y Charles Darwin.

## Honores
A resultas de sus contribuciones científicas, fue elegido:
- miembro de la Royal Geographical y de la Sociedad Linneana de Londres, y fue dado de miembro honorario de la Sociedad Farmacéutica.

### Eponimia
Género
- (Fabaceae) Daniellia Benn.[3]

Especies
- (Araceae) Philodendron daniellii Croat & Oberle[4]

- (Marantaceae) Donax daniellii (Horan.) Roberty[5]

- (Marantaceae) Thaumatococcus danielli Benth.[6]

- (Rutaceae) Zanthoxylum danielli Benn.[7]
- La abreviatura «Daniell» se emplea para indicar a William Freeman Daniell como autoridad en la descripción y clasificación científica de los vegetales.[8]